# Koho Mori-Newton
Koho Mori-Newton (* 1951, Katsuyama/Fukui, Japan) ist ein japanischer Künstler in den Bereichen Malerei, Assemblage und Performance.

## Leben
Koho Mori-Newton studierte von 1972 bis 1974 bildende Kunst an der Wako Universität in Tokio, Japan. Seine Ausbildung setzte er von 1979 bis 1985 fort an der Staatlichen Akademie der Bildenden Künste in Stuttgart unter Rudolf Schoofs und Kurt Rudolf Hoffmann in Sonderborg/Als (K.R.H. Sonderborg). Koho Mori-Newtons Werk steht in der Tradition der abstrakten Kunst. Es umfasst Zeichnungen, Gemälde, Installationen, Objekte und Assemblagen, Performances, Bühnenbilder und Werke im Kontext zeitgenössischer Architektur.
Seit 1975 lebt Koho Mori-Newton in Tübingen. Er ist verheiratet mit der Vokalistin Lauren Newton.

## Ausstellungen

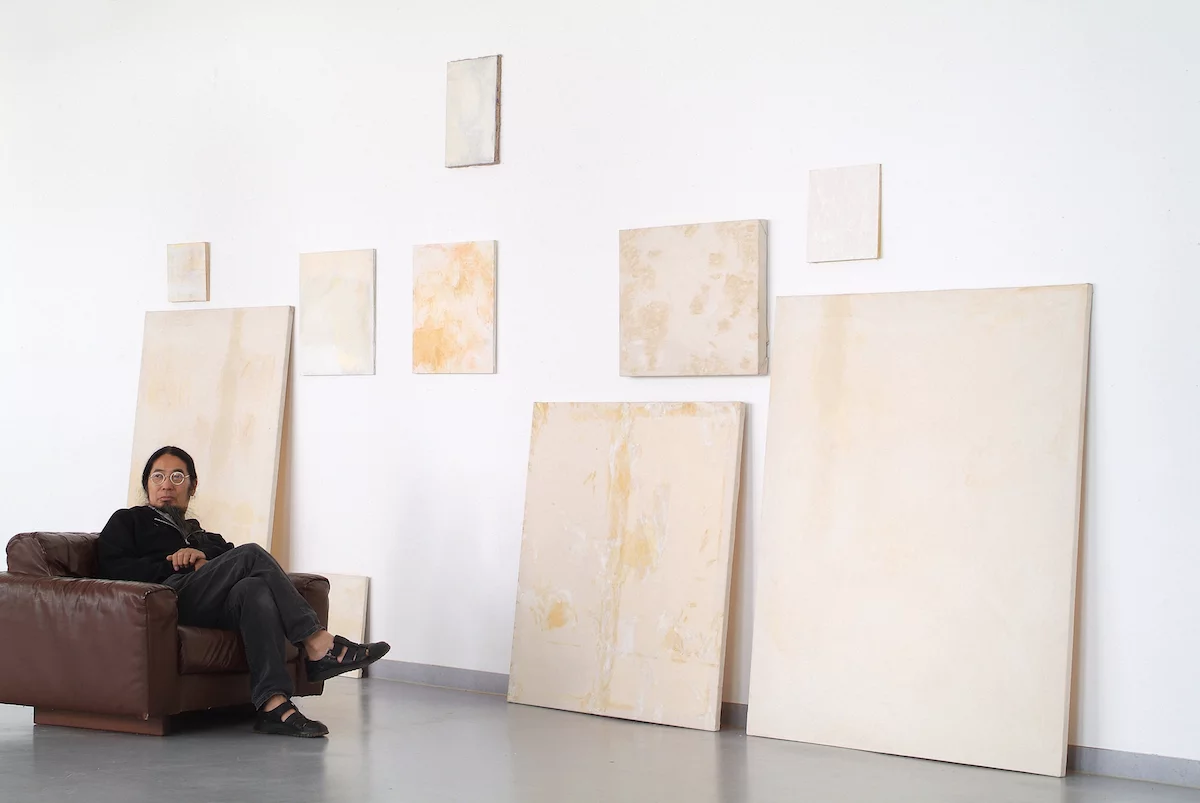
Koho Mori-Newton: Paintings. Nürtingen 2007

- 2002 Stiftung für Konkrete Kunst, Reutlingen[3]

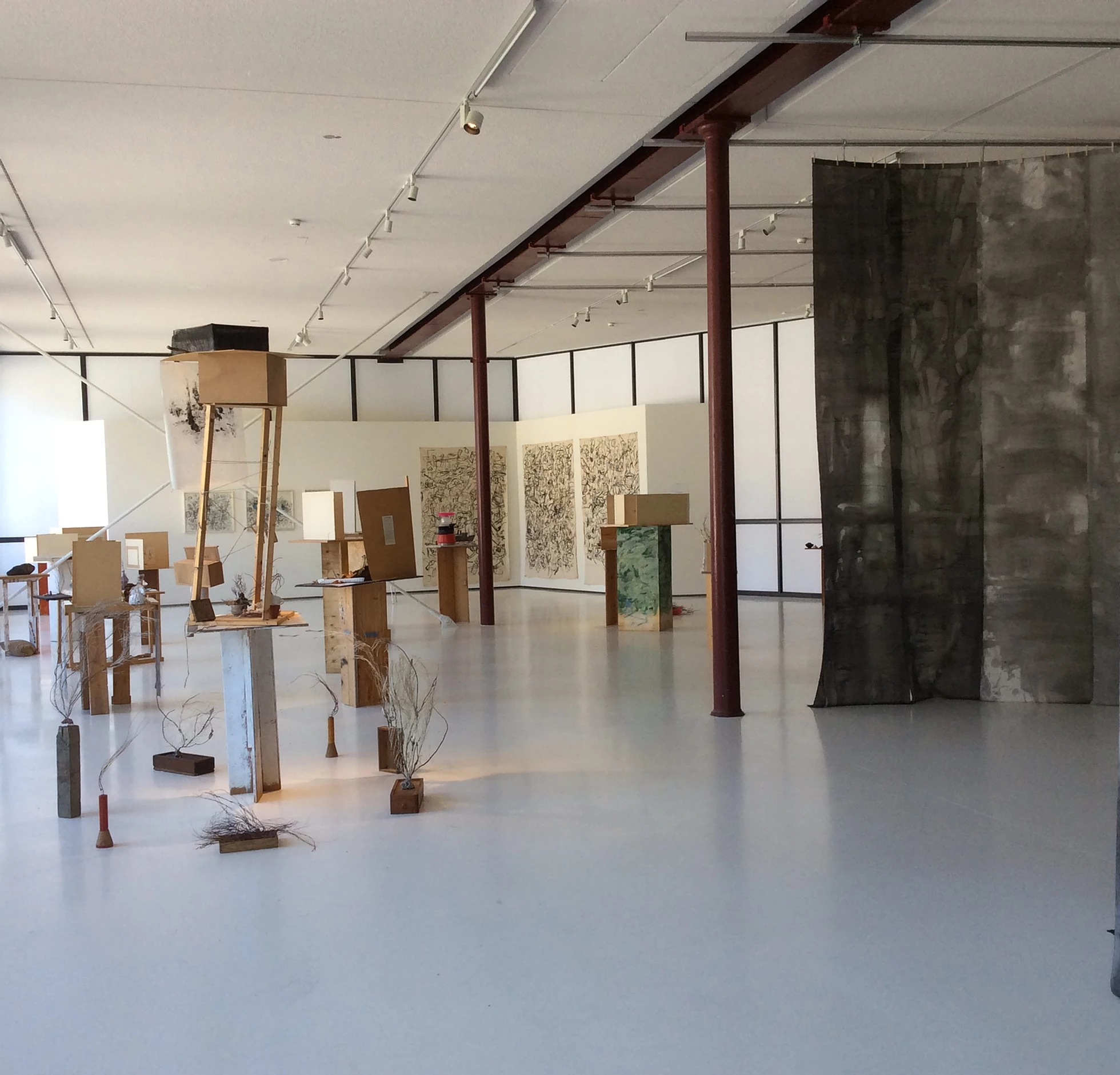
Koho Mori-Newton: Assemblages, TIM 2018

- 2005 Galerie Jochen Höltje, Tübingen
- 2007 Sammlung Domnick Nürtingen[4]
  - Kunstverein Nürtingen[5]
  - Morat-Institut Freiburg i. B.[6]
- 2008 Galerie G, Dr. Gudrun Seiz, Freiburg i. B.[7]
- 2009 Pinakothek der Moderne München[8]
  - »Raum 10«, Museum Kolumba, Köln[9]
- 2011 19 Paul Fort, Paris[10]
  - Institut Français Stuttgart[11]
- 2012 Sudhaus, Tuebingen[12]

- 2014 ASI Art Museum Reykjavik[13]
- 2016 Ashiya Garo,[14] Kyoto

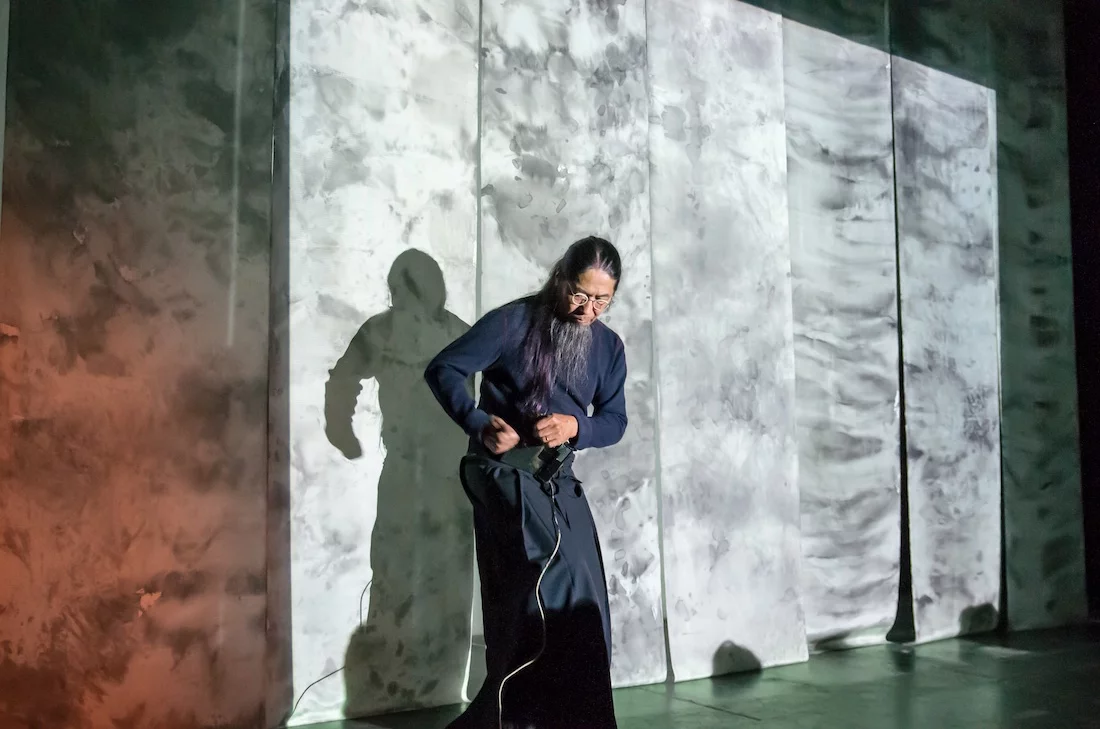
Koho Mori-Newton: Klangperformance, bemalte japanische Seide

- 2018 »No Intention«, Staatliches Textil- und Industriemuseum, TIM,[15] Augsburg
  - 8. Biennale der Zeichnung, Kunstverein Eislingen[16]
- 2015 Galerie Brigitte Schenk Köln[17]
  - »Leichte Schwere«, Städtische Galerie im Kornhaus, Kirchheim/Teck[18]
- 2019 Kunstraum F 200 Berlin[19]
  - »Silk an Colour«, Projektraum Kunst Im Taut-Haus Berlin
- 2021 »Between Drawing and Painting«[20], Kunstverein Offenburg-Mittelbaden

## Stipendien und Auszeichnungen
- 2010–2011 Cité internationale des Arts, Paris
- 2011–2012 Artist Residency Josef & Anni Albers Foundation[21], Connecticut
- 2012 Artist Residency Schloss Haldenstein, Schweiz
- 2014 Artist Residency Hafnarborg[22], Island
- 2019 Artist Residency im Taut-Haus Berlin

## Werke im Kontext zeitgenössischer Architektur

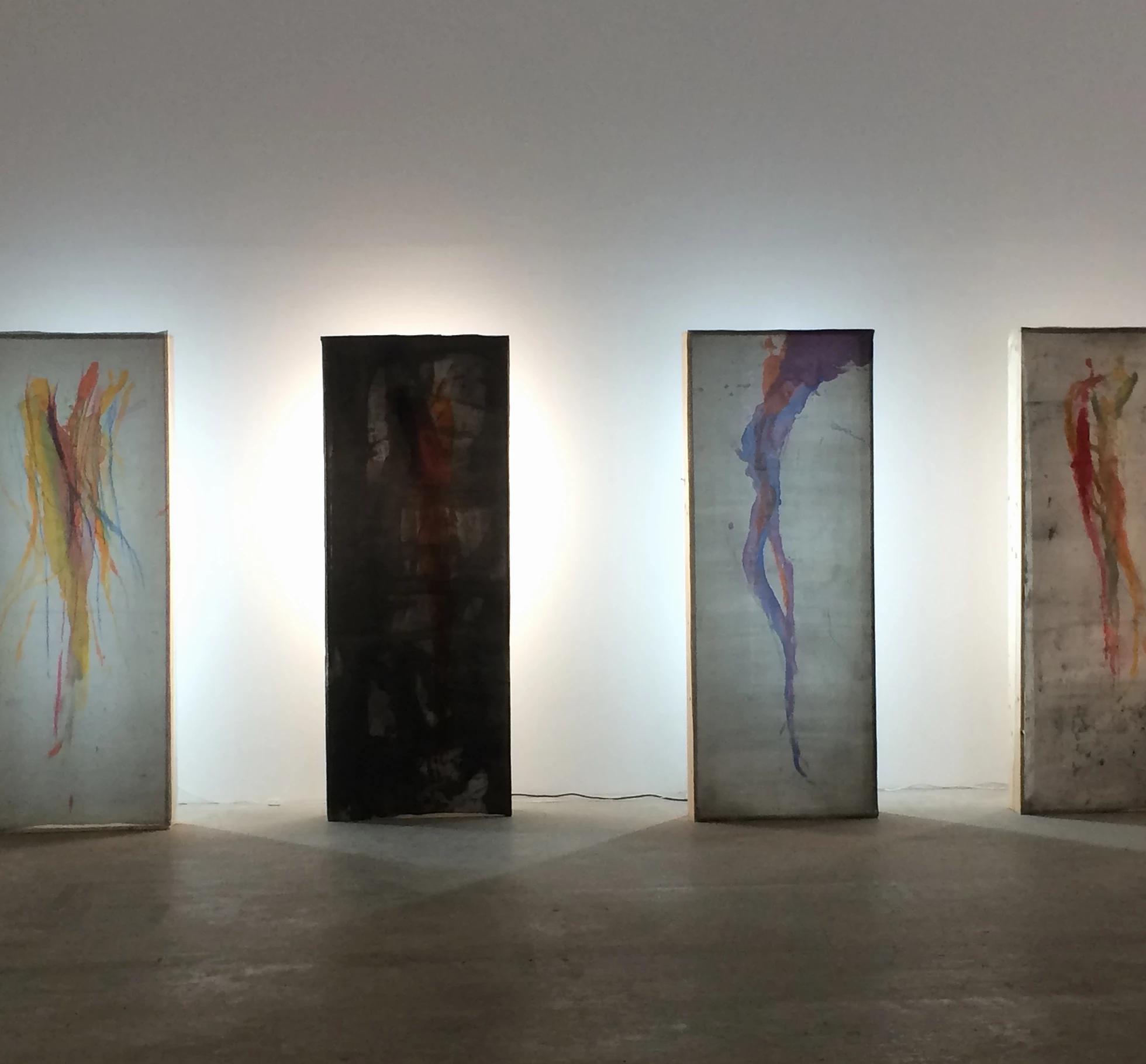
Koho Mori-Newton: Jellyfish

- 2005 Haus Peter Zumthor, Chur
  - 7132 Therme & Spa Vals[23] (Peter Zumthor)
- 2006 SRH Business Academy[24] Villingen-Schwenningen

- 2007 Museum Kolumba (Peter Zumthor), Köln
- 2012 Kunsthaus Bregenz

## Werke in öffentlichen Museen
- Staatliches Textil- und Industriemuseum, TIM, Augsburg
- Staatsgalerie Stuttgart
- Morat-Institut Freiburg i. B.[25]
- Staatliche Graphische Sammlung MünchenKoho Mori-Newton: EIDU
- Staatliche Kunsthalle Karlsruhe
- Rathaus Tübingen
- Museum Ritterhaus Offenburg
- Kunstmuseum Reutlingen | Konkret[26]

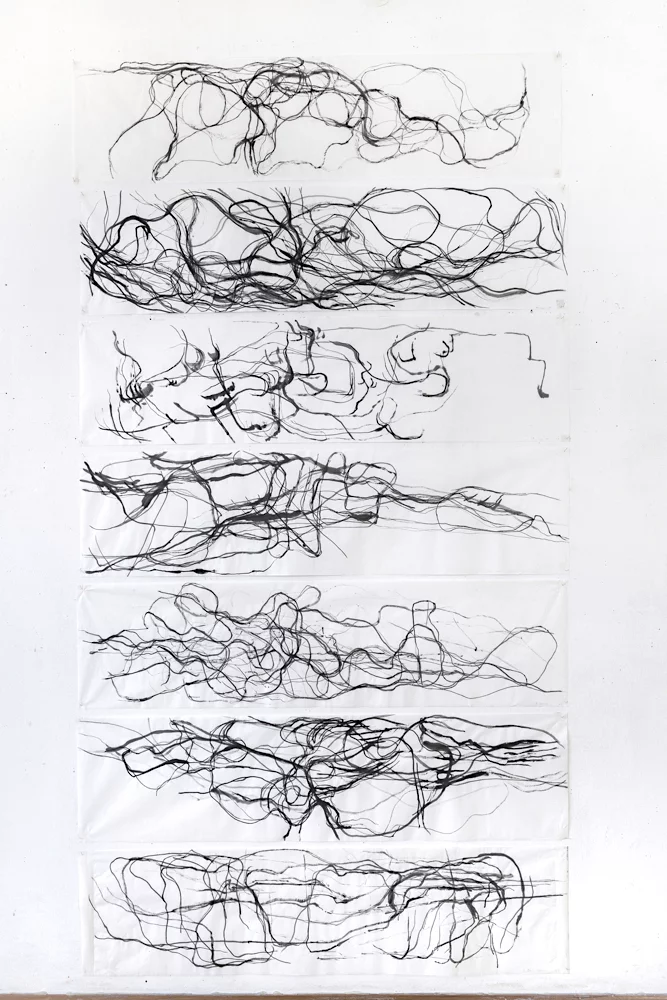
Koho Mori-Newton: EIDU

- Graphische Sammlung der Universität Tübingen[27]
- Gratianusstiftung Reutlingen[28]

## Kunst- und Musikperformances
- 2000 mit Lauren Newton & Vladimir Tarasov, Tuebingen, Germany
- 2002 mit Eliott Sharp, Tübingen
- 2011 »THRee«, mit Lauren Newton & W.N.Helzle, Sudhaus, Tübingen
- 2012 mit Superterz, Perla Mode, Zürich
- 2013 mit Superterz, Japan-Tournee
- 2014 mit Superterz, Helmhaus[29], Zürich
  - mit Superterz, TAZ#2014[30], Ostende
- 2015 mit Superterz Maus Hàbitos Porto[31]
- 2017 »Insomnia Sessions«, Happening, mit Superterz, Photobastei Zürich
- 2018 mit Lauren Newton, Superterz & Nils Peter Molvaer, Staatliches Textil- und Industriemuseum, TIM, Augsburg
- 2020 mit Superterz[32], Projekt »Inland Empire«[33], Photobastei[34], Zürich

## Publikationen von und über Koho Mori-Newton
- Koho Mori-Newton: offizielle Website[35]
- Koho Mori-Newton: No Intention. Karl Borromaeus-Murr (Hg.), Schirmer 2018. ISBN 978-3-7774-3252-6
- Koho Mori-Newton: Paris und danach. Retour de Paris. No. 78. Institut Français Stuttgart, Stuttgart 2011
- Koho Mori-Newton: Die Gegenwart der Linie. Ausstellungskatalog. Graphische Sammlung München 2009, S. 121/180
- Karl Borromaeus-Murr: No Intention – die absichtliche Absichtslosigkeit der Kunst von Koho Mori-Newton. In: No Intention. S. 6–11
- Jürgen Geiger: Störe meine Kreise! In: No. 78. Institut Français Stuttgart, Stuttgart 2011, S. 1
- Werner Esser: Vom Bart als Zeichnung oder: wunschlos bildlich. In: Plötzlich ein Bild. Katalog. Stiftung Domnick, Nürtingen 2007, S. 4–5
- Johannes Meinhardt: Ein Theater der Objekte und Ereignisse. In: Plötzlich ein Bild, S. 7–18
- Johannes Meinhardt: Ein weiterer Versuch der Destruktion von Authentizität. Koho Mori. In: Texte zur Kunst Nr. 5/1992, S. 206–208
- Johannes Meinhardt: Koho Mori. Ruinöse Strategien. Zyma Nr. 2/1990, S. 78–80
- Johannes Meinhardt: Koho Mori. In: Tiefgang – Bildräume im Schlossbunker. Ausstellungskatalog. Mannheim 1992, S. 90
- Johannes Meinhardt: Just Music, Free Fun Spectacle. In: Kunstforum Nr. 96/1988, S. 315–317

## Belege
1. ↑  Wako Universität Tokyo. Abgerufen am 22. Oktober 2021.
2. ↑  Staatliche Akademie der Bildenden Künste Stuttgart. Abgerufen am 22. Oktober 2021.
3. ↑  Stiftung für konkrete Kunst Reutlingen. Abgerufen am 22. Oktober 2021.
4. ↑  Sammlung Domnick. Abgerufen am 22. Oktober 2021.
5. ↑  Kunstverein Nürtingen e.V,. Abgerufen am 22. Oktober 2021.
6. ↑  Morat-Institut für Kunst und Kunstwissenschaft. Abgerufen am 22. Oktober 2021.
7. ↑  Koho Mori-Newton bei Galerie G. Abgerufen am 22. Oktober 2021.
8. ↑  Pinakothek der Moderne München. Abgerufen am 22. Oktober 2021.
9. ↑  Koho Mori Newton im Museum Kolumba, »Raum 10«. Abgerufen am 22. Oktober 2021.
10. ↑  19 Paul Fort, Paris. Abgerufen am 22. Oktober 2021.
11. ↑  Institut Français Stuttgart. Abgerufen am 22. Oktober 2021.
12. ↑  Sudhaus, Das soziokulturelle Zentrum in Tübingen. Abgerufen am 22. Oktober 2021.
13. ↑  Asì Art Museum Reykjavik. Abgerufen am 22. Oktober 2021.
14. ↑  Kunstgalerie Ashiya Garo in Kyoto. Abgerufen am 22. Oktober 2021.
15. ↑  TIM, Augsburg. Abgerufen am 22. Oktober 2021.
16. ↑  Kunstverein Eislingen. Abgerufen am 22. Oktober 2021.
17. ↑  Koho Mori-Newton bei Brigitte Schenk. Abgerufen am 22. Oktober 2021.
18. ↑  Koho Mori-Newton in der Städtischen Galerie im Kornhaus von Kirchheim unter Teck. Abgerufen am 22. Oktober 2021.
19. ↑  Kunstraum F 200, Berlin. Abgerufen am 22. Oktober 2021.
20. ↑  Koho Mori-Newton: Between Drawing and Painting. Abgerufen am 24. Oktober 2021.
21. ↑  Josef & Anni Albers Foundation. Abgerufen am 22. Oktober 2021.
22. ↑  Hafnarborg, Island. 22. Oktober 2021, abgerufen am 22. Oktober 2021.
23. ↑  7132 Therme und Spa Vals. Abgerufen am 22. Oktober 2021.
24. ↑  SRH Business Academy. Abgerufen am 22. Oktober 2021.
25. ↑  Morat-Institut in Freiburg i. B. Abgerufen am 22. Oktober 2021.
26. ↑  Kunstmuseum Reutlingen | Konkret. Abgerufen am 22. Oktober 2021.
27. ↑  Universität Tübingen, Graphische Sammlung. Abgerufen am 22. Oktober 2021.
28. ↑  Gratianusstiftung, Reutlingen. Abgerufen am 22. Oktober 2021.
29. ↑  Helmhaus, Zürich. Abgerufen am 22. Oktober 2021.
30. ↑  Theater Aan Zee, Ostende. Abgerufen am 22. Oktober 2021.
31. ↑  Maus Hàbitos, Porto. Abgerufen am 22. Oktober 2021.
32. ↑  Superterz. Abgerufen am 22. Oktober 2021.
33. ↑  Inland Empire, Superterz. Abgerufen am 22. Oktober 2021.
34. ↑  Photobastei, Zürich. Abgerufen am 22. Oktober 2021.
35. ↑  Koho Mori-Newton, Website. Abgerufen am 22. Oktober 2021.

| Personendaten    | Personendaten                                                             |
| ---------------- | ------------------------------------------------------------------------- |
| NAME             | Mori-Newton, Koho                                                         |
| KURZBESCHREIBUNG | japanischer Künstler in den Bereichen Malerei, Assemblage und Performance |
| GEBURTSDATUM     | 1951                                                                      |